# Jean-Pierre Soisson

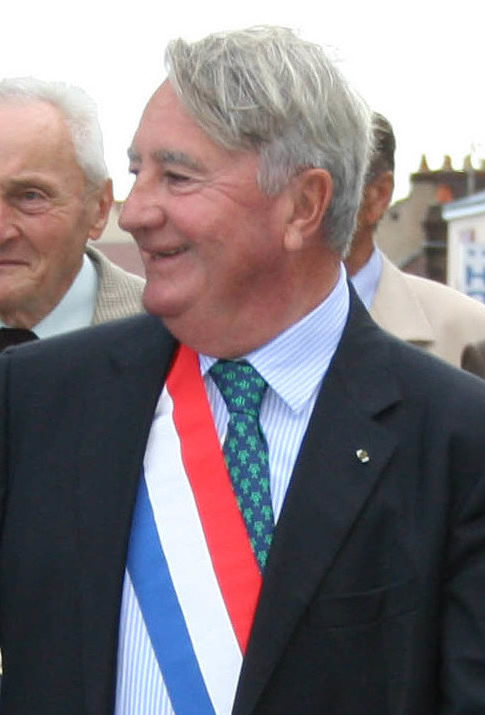
Jean-Pierre Soisson bei den Feiern zum 62. Jahrestag der Befreiung von Auxerre (2006)

Jean-Pierre Soisson (* 9. November 1934 in Auxerre, Département Yonne; † 27. Februar 2024) war ein französischer Politiker der Républicains indépendants (RI), der Union pour la démocratie française (UDF) sowie zuletzt der Union pour un mouvement populaire (UMP). Er war unter anderem Mitglied der Nationalversammlung, Bürgermeister von Auxerre, Präsident des Regionalrats von Burgund sowie mehrmals Minister verschiedener Ressorts (Jugend, Arbeit, Landwirtschaft).
Als Schriftsteller verfasste er zahlreiche Bücher zu historischen und politischen Themen sowie biografische Werke zu Persönlichkeiten wie Karl der Kühne, Karl V., Margarete von Burgund, Philibert de Chalon und Paul Bert.

## Herkunft, Studium und Familie
Jean-Pierre Soisson war der Sohn von Denise Silve und Jacques Soisson, einem Unternehmer und Präsidenten der Handelskammer von Auxerre. Er absolvierte seine schulische Ausbildung am Lycée Jacques-Amyot in Auxerre, das auch Jean Vautrin sowie Guy Roux besuchten. Als besonders begabter Lateinschüler gewann er einen Preis im Concours général. und begann ein Studium der Rechtswissenschaften am Institut d’études politiques de Paris (Sciences Po). Während des Algerienkrieges diente er als Unterleutnant im 3e régiment de chasseurs d’Afrique, das zwischen 1956 und 1958 unter dem Kommando von Oberstleutnant Antoine Argoud stand.
Im Anschluss besuchte Soisson die École nationale d’administration (ENA), die er 1961 als Absolvent des Jahrgangs „Lazare Carnot“ abschloss. Unmittelbar darauf wurde er als Auditeur am Rechnungshof (Cour des Comptes) in den Staatsdienst aufgenommen, aber noch im selben Jahr erneut nach Algerien abgeordnet. Danach lehrte er von 1962 bis 1968 als Dozent am Sciences Po. Er arbeitete als Referent im Leitungsstab mehrerer Minister und Staatssekretäre: 1964–65 bei Jean Morin (Staatssekretär für die Handelsmarine), 1966–67 bei Yvon Bourges (Staatssekretär für Information, dann für Entwicklungszusammenarbeit), 1967–68 bei Edgar Faure (Landwirtschaftsminister).
Soisson heiratete 1961 Catherine Lacaisse, das Paar bekam zwei Söhne. Jean-Pierre Soisson verstarb im Februar 2024 im Alter von 89 Jahren.

## Politische Karriere

### Partei
Soisson trat 1967 den liberal-konservativen Républicains indépendants bei. Von 1977 bis 1978 war er erster Generalsekretär der aus den Républicains indépendants hervorgegangenen Parti républicain (PR). Bis 1992 blieb er Mitglied dieser Partei und damit indirekt im bürgerlichen Parteienbündnis Union pour la démocratie française (UDF), dem die PR angehörte.
Im März 1990 gründete Soisson die Kleinpartei France unie, in der bürgerliche Politiker zusammenfanden, die die Mitte-links-Regierungen unter François Mitterrand unterstützten. Sie ging im Oktober 1992 gemeinsam mit Michel Durafours Gruppierung Association des démocrates im Mouvement des réformateurs (MDR) auf, das die bürgerlichen Kräfte in Mitterrands Regierung einte.
Nach seinem Ausschluss aus der UDF 1998 trat Soisson der Démocratie libérale zwar nicht als Mitglied bei, stand ihr aber als apparenté nahe. Bei der Präsidentschaftswahl 2002 unterstützte er allerdings nicht den DL-Vorsitzenden Alain Madelin, sondern den Amtsinhaber Jacques Chirac vom gaullistischen RPR. Im Zuge dieser Wahl trat Soisson Chiracs neuer Mitte-rechts-Sammelpartei Union pour un mouvement populaire (UMP) bei, in der sowohl das RPR als auch die DL aufgingen.

### Abgeordneter
Vom 11. Juli 1968 bis zum 8. Juli 1974, vom 3. April bis 5. Mai 1978, vom 2. Juli 1981 bis 28. Juli 1988 sowie vom 2. April 1993 bis 19. Juni 2012 gehörte Soisson der französischen Nationalversammlung (Assemblée nationale) an, in der er jeweils den 1. Wahlkreis des Département Yonne vertrat. Er legte sein Mandat immer dann nieder, wenn er ein Regierungsamt innehatte.
In der Phase von 1968 bis 1974 gehörte er der Fraktion der Républicains indépendants an. Zu Beginn seiner Parlamentszugehörigkeit war er Mitglied des Ausschusses für Produktion und Handel (Commission de la production et des échanges), wurde am 5. April 1973 Mitglied des Ausschusses für Kultur, Familien und Soziales (Commission des affaires culturelles, familiales et sociales) und zuletzt am 2. April 1974 Mitglied des Ausschusses für Finanzen, Allgemeine Wirtschaft und Planung (Commission des finances, de l'économie générale et du plan).
Im Zeitraum von 1981 bis 1988 war er wiederum Mitglied des Ausschusses für Finanzen, Allgemeine Wirtschaft und Planung. Er saß in der UDF-Fraktion und zuletzt im Juni und Juli 1988 in der Union du centre, die sich zwischen linker Regierung und konservativer Opposition positionierte.
In der Legislaturperiode von 1993 bis 1997 war er fraktionsloser Abgeordneter, in der folgenden bis 2002 saß er in der Fraktion der Démocratie libérale, anschließend in der UMP-Fraktion. Von 1993 bis Ende September 2000 war er wieder Mitglied des Ausschusses für Finanzen, Allgemeine Wirtschaft und Planung, anschließend bis Juni 2007 Mitglied des Ausschusses für Verfassungsrecht, Gesetzgebung, Allgemeines Wahlrecht, Rechtsordnungen und allgemeine Verwaltung (Commission des lois constitutionnelles, de législation, du suffrage universel, du Règlement et d’administration générale). Im Anschluss daran war er bis zu seinem Ausscheiden aus der Nationalversammlung Mitglied des Ausschusses für Verteidigung und Streitkräfte (Commission de la défense nationale et des forces armées).

### Kommunal- und Regionalpolitik
Soisson wurde am 14. März 1971 als Nachfolger von Jean Moreau zum Bürgermeister von Auxerre gewählt. Er wurde viermal wiedergewählt und bekleidete dieses Amt 27 Jahre lang. Am 5. April 1998 trat Jean Garnault seine Nachfolge an.
Des Weiteren war er zwischen dem 1. Januar 1983 und dem 27. Juni 1988 Vizepräsident des Generalrates des Département Yonne. Zur Kommunalwahl 1983 befürwortete Soisson Absprachen zwischen den bürgerlichen Parteien und der rechtsextremen Front National, um einen Wahlsieg der linken Parteien zu verhindern.
Vom 17. März 1986 bis zum 22. März 1992 war er Vizepräsident des Regionalrates von Burgund. Als Nachfolger von Raymond Janot wurde Jean-Pierre Soisson am 27. März 1992 erstmals Präsident des Regionalrates von Burgund. Dabei setzte er sich als Kandidat der „präsidentiellen Mehrheit“, d. h. PS und ihrer Verbündeten, im dritten Wahlgang mit einer Stimme Mehrheit durch und erhielt offenbar auch Stimmen von der rechtsextremen Front National. Am 17. April 1993 trat er als Präsident des Regionalrats zurück, woraufhin Jean-François Bazin vom gaullistischen RPR seine Nachfolge antrat.
Am 18. März 1998 übernahm er von Jean-François Bazin abermals das Amt als Präsident des Regionalrates von Burgund, diesmal als Kandidat des bürgerlichen Bündnisses aus RPR und UDF. Diese Wahl war innerhalb der UDF umstritten, da das bürgerliche Bündnis im Regionalrat nur 24 der 57 Sitze hatte (ebenso viele wie die linken Parteien) und Soisson sich erneut nur dank der Stimmen der Front National durchsetzte. Das Amt des Regionalpräsidenten übte Soisson bis zur Regionalwahl am 28. März 2004 aus. Die von ihm angeführte UMP-Liste fiel bei dieser auf 21,8 % im ersten und 32,1 % im zweiten Wahlgang zurück und erhielt nur noch 14 Sitze, während das Linksbündnis unter François Patriat von der Parti socialiste (PS) eine komfortable Mehrheit erhielt. Daraufhin war er vom 28. März 2004 bis zum 28. März 2010 nur noch einfaches Mitglied des Regionalrates.

### Regierungsämter auf nationaler Ebene
Nach der Wahl seines Parteikollegen Valéry Giscard d’Estaing zum Staatspräsidenten und seinem Ausscheiden aus der Nationalversammlung wurde Soisson am 27. Mai 1974 im Kabinett Chirac I erst Staatssekretär für Universitäten (Secrétaire d’Etat aux universités) und hatte dieses Amt bis zum 12. Januar 1976 inne. Im Zuge einer Umbildung des Kabinetts fungierte er vom anschließend bis zum 25. August 1976 als Staatssekretär für Berufsausbildung beim Premierminister (Secrétaire d’Etat auprès du premier ministre, chargé de la formation professionnelle). Im darauf folgenden Kabinett Barre I übernahm er am 27. August 1976 den Posten als Staatssekretär für Jugend und Sport beim Minister für Lebensqualität (Secrétaire d’Etat auprès du ministre de la qualité de la vie, chargé de la jeunesse et des sports).
Am 7. April 1978 wurde Soisson Minister für Jugend, Sport und Freizeit (Ministre de la jeunesse, des sports et des loisirs) im Kabinett Barre III und bekleidete dieses Ministeramt bis zum 13. Mai 1981.
Im sozialistisch dominierten Kabinett Rocard II übernahm Soisson am 29. Juni 1988 das Amt als Minister für Arbeit, Beschäftigung und berufliche Bildung (Ministre du travail, de l’emploi et de la formation professionnelle) und hatte dieses bis zum 16. Mai 1991 inne. Damit repräsentierte er die ouverture, d. h. die Öffnung der eigentlich linksgerichteten Regierung für bürgerliche Kräfte, um ihre Mehrheit zu verbreitern. Danach fungierte er im ebenfalls überwiegend linken Kabinett Cresson zwischen dem 17. Mai 1991 und dem 29. März 1992 Staatsminister sowie Minister für öffentliche Verwaltung und Verwaltungsmodernisierung (Ministre d’Etat, Ministre de la fonction publique et de la modernisation administrative).
Im Zuge einer Umbildung des Kabinett Bérégovoy löste Soisson am 2. Oktober 1992 den Minister für Landwirtschaft und Forstwirtschaft Louis Mermaz ab und übernahm das umbenannte Amt als Minister für Landwirtschaft und Entwicklung des ländlichen Raums (Ministre de l’agriculture et du développement rural). Seine Ernennung rief Kritik aus der Parti socialiste hervor aufgrund seiner Zusammenarbeit mit der Front national auf regionaler Ebene. Das Landwirtschaftsministerium leitete er bis zum 29. März 1993.

## Veröffentlichungen

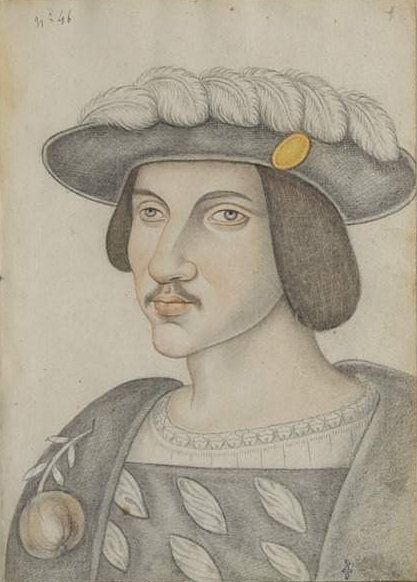
Als Schriftsteller verfasste Soisson biografische Werke über historische Personen wie Philibert de Chalon

Jean-Pierre Soisson war auch als Schriftsteller tätig und verfasste zahlreiche Bücher zu historischen und politischen Themen sowie biografische Werke zu Persönlichkeiten wie Karl der Kühne, Karl V., Margarete von Burgund, Philibert de Chalon und Paul Bert. Zu seinen Veröffentlichungen gehören unter anderem:
- Le piège. Editions France-Empire, Paris 1973.
- La Victoire sur l’hiver. Fayard, Paris 1978, ISBN 2-213-00583-4.
- L’enjeu de la formation professionnelle. Fayard, Paris 1986, ISBN 2-213-01752-2.
- Politique en jachère. Octobre 1992-avril 1993. Albin Michel, Paris 1993, ISBN 2-226-06664-0.
- Voyage en Norvège. Une fringale légère. Carnets de route de l’été 1994. Editions de l’Armançon, Précy-sous-Thill 1995, ISBN 2-906594-49-0.
- Charles le Téméraire. B. Grasset, Paris 1997, ISBN 2-246-53581-6.
- Charles Quint. B. Grasset, Paris 2000, ISBN 2-246-56111-6.
- Marguerite, princesse de Bourgogne. B. Grasset, Paris 2002, ISBN 2-246-61621-2.
- Philibert de Chalon, prince d’Orange. B. Grasset, Paris 2005, ISBN 2-246-66891-3.
- Paul Bert. L’idéal republicain. Éditions de Bourgogne, Dijon 2008, ISBN 978-2-902650-13-2.